# Sembé III
Pour les articles homonymes, voir Sembé (homonymie).
Sembé III est un village du Cameroun, situé dans la région de l'Est et dans le département de la Kadey. Il est localisé dans la commune de Ndelele sur la route de Ndelele à Kobi et à Batouri. 

## Population
Sembé III fait partie du canton Kaka Bera. En 1965, 105 habitants sont recensés à Sembé III principalement des kaka. 
Le recensement de 2005 y dénombre 61 habitants dont 23 de sexe masculin et 38 de sexe féminin.